# Công nghệ thông tin và truyền thông

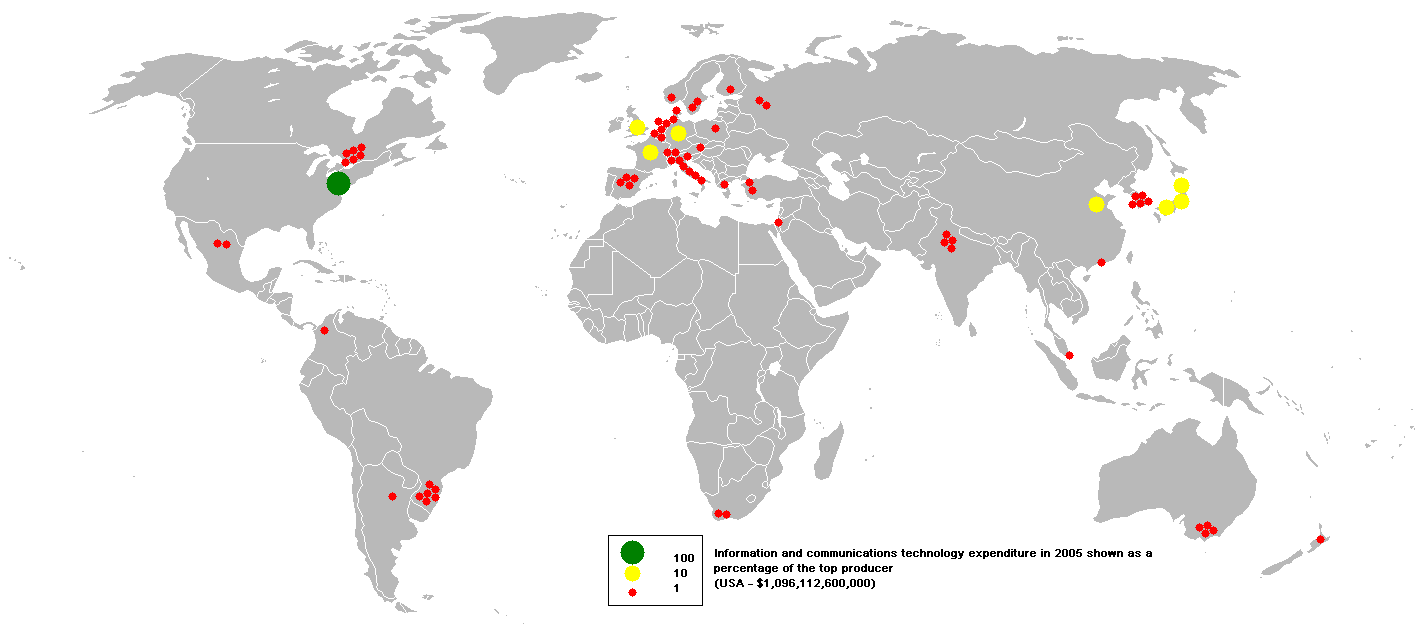
Chi phí dành cho công nghệ thông tin và truyền thông vào năm 2005.

Công nghệ thông tin và truyền thông (tiếng Anh: Information and communications technology, ICT) là cụm từ thường dùng như từ đồng nghĩa rộng hơn cho công nghệ thông tin (IT), nhưng thường là một thuật ngữ chung để nhấn mạnh vai trò của truyền thông hợp nhất và sự kết hợp của viễn thông (đường dây điện thoại và tín hiệu không dây), hệ thống quản lý tòa nhà thông minh và hệ thống nghe - nhìn trong công nghệ thông tin hiện đại. ICT bao gồm tất cả các phương tiện kỹ thuật được sử dụng để xử lý thông tin và trợ giúp liên lạc, bao gồm phần cứng và mạng máy tính, liên lạc trung gian cũng như là các phần mềm cần thiết. Mặt khác, ICT bao gồm IT cũng như là điện thoại, phương tiện truyền thông, tất cả các loại xử lý âm thanh và video, điều khiển dựa trên truyền tải và mạng và các chức năng giám sát. Cách diễn tả này xuất hiện lần đầu tiên vào năm 1997 trong một báo cáo của Dennis Stevenson gửi chính phủ Anh và được lan truyền rộng rãi trong các tài liệu mới của Chương trình giảng dạy Quốc gia Anh vào năm 2000.
Tại Việt Nam, ngày 27 tháng 7 năm 2007 chính phủ Việt Nam thành lập Bộ Thông tin và Truyền thông để quản lý lĩnh vực này. Sau đó các Sở Thông tin và Truyền thông trên các tỉnh thành cả nước để thực hiện chức năng quản lý nhà nước về báo chí; xuất bản; bưu chính và chuyển phát; viễn thông và Internet; truyền dẫn phát sóng; tần số vô tuyến điện; công nghệ thông tin, điện tử; phát thanh và truyền hình và cơ sở hạ tầng thông tin truyền thông quốc gia; quản lý nhà nước các dịch vụ công trong các ngành, lĩnh vực thuộc phạm vi quản lý nhà nước của Bộ. (trước đây thuộc Bộ Văn hóa).
Những năm trước tại Việt Nam dùng từ Viễn thông (dịch từ telecommunication trong tiếng Anh, télécommunication tiếng Pháp). Nhưng hiện nay đã chuyển qua dùng từ Truyền thông để thay thế.
ICT thường được sử dụng trong "lộ trình ICT" (ICT roadmap) để trình bày đường lối phát triển cho những tổ chức có các nhu cầu về công nghệ thông tin và truyền thông.
Cụm từ ICT giờ đây cũng được sử dụng để ám chỉ đến sự gắn kết của nghe - nhìn và mạng điện thoại với mạng máy tính qua một đường dây đơn hoặc hệ thống liên kết. Có những biện pháp khuyến khích kinh tế lớn (tiết kiệm được một số tiền khổng lồ qua việc loại trừ mạng điện thoại) để kết hợp nghe nhìn, quản lý tòa nhà và mạng điện thoại với hệ thống mạng máy tính sử dụng một hệ thống cáp thống nhất, phân phối và quản lý tín hiệu. Điều này dần dần đã thúc đẩy sự tăng trưởng của các tổ chức với cụm từ ICT trong tên để chỉ ra chuyên môn của họ trong việc xử lý và gắn kết các hệ thống mạng khác nhau.
"ICT" được sử dụng như là một thuật ngữ chung cho tất cả các loại công nghệ cho phép người dùng tạo, truy cập và thao tác với thông tin. ICT là một sử kết hợp của công nghệ thông tin và công nghệ truyền thông. Trong một thế giới ngày càng gắn kết với nhau, sự tương tác giữa các thiết bị, hệ thống và con người đang tăng lên đáng kể. Các doanh nghiệp cần phải đáp ứng các nhu cầu của nhân viên và khách hàng của họ để cho phép tiếp cận nhiều hơn với các hệ thống và thông tin. Tất cả những nhu cầu liên lạc phải được truyền đi theo một cách thống nhất. Bằng cách cung cấp cơ sở hạ tầng có thể mở rộng, những mô hình điện toán đám mây cho phép các công ty làm việc thông minh hơn nhờ vào việc truy cập công nghệ và thông tin thông minh và hiệu quả về chi phí hơn. Nền tảng kết hợp này đã giảm thiểu chi phí và nâng cap năng suất giữa các doanh nghiệp và hơn thế nữa. Một phần của lộ trình công nghệ thông tin và truyền thông nên được củng cố về cơ sở hạ tầng, trong khi đó thêm vào những lợi ích cho người dùng trong việc hợp tác, gửi tin, sắp xếp lịch, tin nhắn tức thời (IM), âm thanh, video, và hội nghị qua Web. Điện toán đám mây làm cho việc vận chuyển và tiêu thụ năng lượng trong IT trở nên hiệu quả hơn và đưa ICT lên một tầm cao mới.

## Chỉ số phát triển CNTT-TT (ICT Index)
Theo Liên minh bưu chính quốc tế (ITU): ICT Index là thước đo mức độ phát triển về Công nghệ thông tin và Truyền thông.
Theo Đại học Havard (Mỹ): ICT Index là thước đo mức độ sẵn sàng cho phát triển và ứng dụng CNTT và TT.
Nói một cách tổng quát, chỉ số ICT (ICT Index) là thước đo mức độ phát triện về Công nghệ thông tin và Truyền thông và nó cũng là thước đo cho mức độ sẵn sàng phát triển và áp dụng CNTT và TT trong các lĩnh vực ở mỗi quốc gia.
Ở Việt Nam: Trước năm 2005, Vietnam ICT Index do Hội Tin học thành phố Hồ Chí Minh, sau đó có sự tham gia của Hội Tin học Việt Nam đề xướng và chủ trì đã nhận được sự quan tâm của nhiều cơ quan, tổ chức và chuyên gia trên cả nước.
Báo cáo Chỉ số sẵn sàng cho phát triển và ứng dụng CNTT-TT Việt Nam (Vietnam ICT Index) là một trong những tài liệu thường niên quan trọng trong báo cáo đánh giá về tình hình ứng dụng CNTT trong cả nước.
Từ năm 2005, Bộ Thông tin và Truyền thông đã công bố Vietnam ICT Index.
Theo đó, ở Việt Nam có các chỉ số ICT theo các cấp độ sau:
ICT Index của Tỉnh – Thành: Chỉ số về độ sẵn sàng cho ứng dụng và phát triển CNTT-TT của Tỉnh – Thành. (Bao gồm 2 nhóm chỉ số: hạ tầng và ứng dụng)
ICT Index của Bộ – Ngành: Chỉ số về độ sẵn sàng cho ứng dụng và phát triển CNTT-TT của Bộ-Ngành. (Bao gồm 2 nhóm chỉ số: hạ tầng và ứng dụng)
ICT Index của Doanh nghiệp: Chỉ số về năng lực sản xuất, kinh doanh trong lĩnh vực CNTT-TT của Doanh nghiệp. (Bao gồm 2 nhóm chỉ số: kết quả sản xuất kinh doanh và năng lực cạnh tranh).

## ICT trong cộng đồng
Công nghệ thông tin giờ đây đã có mặt ở nhiều phương diện trong cuộc sống hàng ngày của chúng ta từ thương mại đến giải trí và thậm chí cả văn hóa. Ngày nay, điện thoại di động, máy tính để bàn, thiết bị cầm tay, thư điện tử và việc sử dụng Internet đã trở thành tâm điểm trong văn hóa và cộng đồng của chúng ta. ICT đã tạo nên một xã hội toàn cầu, nơi mà mọi người có thể tương tác và liên lạc với nhau một cách nhanh chóng và hiệu quả.
ICT đã đóng góp vào sự xóa bỏ rào cản ngôn ngữ. Ví dụ những công cụ (ICT) như thư điện tử, tin nhắn tức thời (IM), chat room và các mạng xã hội như Facebook, Twitter, Skype và iPhone, điện thoại di động và những ứng dụng tương tự. Một bất lợi là những người thuộc thế hệ trước đây khó mà bắt kịp với những thay đổi của công nghệ ngày nay. Sự phản kháng với thay đổi và không có khả năng theo kịp với sự tiến hóa nhanh chóng của công nghệ cần được chú ý. Nhiều người trong xã hội không có điều kiện để tận hưởng công nghệ hiện có. Lý do có thể là sự nghèo khó, vị trí địa lý hoặc thiếu tiếp cận với công nghệ.

## ICT trong giáo dục
Trong các hệ thống giáo dục trên toàn cầu hiện nay, ICT không được thực thi rộng rãi như ở những lĩnh vực khác, như kinh doanh. Có nhiều lý do khác nhau cho lỗ hổng của những công nghệ này trong Giáo dục. Nhiều chuyên gia cho rằng chi phí cao trong việc trang bị đã không tạo điều kiện cho các trường học tiếp cận với công nghệ này trong lớp học. Các chuyên gia khác lại cho rằng theo tính chất xã hội của những hệ thống giáo dục hiện nay, nó đòi hỏi đáng kể sự liên lạc cá nhân giữa giáo viên và học sinh của họ, điều này làm cho những công nghệ không được hỗ trợ tốt trong lớp học.
Tổ chức Giáo dục, Khoa học và Văn hóa của Liên Hợp Quốc (UNESCO), đã đưa việc tích hợp CNTT vào giáo dục như một phần trong nỗ lực nhằm đảm bảo sự công bằng và được tiếp cận hệ thống giáo dục. Công nghệ thông tin và truyền thông có thể góp phần tiếp cận phổ cập giáo dục, công bằng trong giáo dục, mang đến chất lượng học tập và giảng dạy, phát triển chuyên môn của giáo viên và quản trị, quản lý giáo dục hiệu quả hơn. UNESCO đưa ra cách tiếp cận toàn diện để thúc đẩy CNTT trong giáo dục. Việc tiếp cận, bao hàm và chất lượng là một trong những thách thức chính mà họ cần giải quyết. Nền tảng liên ngành về CNTT trong giáo dục của Tổ chức tập trung vào các vấn đề này thông qua ba lĩnh vực: Truyền thông & Thông tin, Giáo dục và Khoa học.
Một số bằng chứng cho thấy, để có hiệu quả trong giáo dục, CNTT phải được tích hợp hoàn toàn vào phương pháp sư phạm. Cụ thể, khi dạy đọc viết và làm toán, ứng dụng CNTT kết hợp với Viết để học (Writing to Learn) mang lại kết quả tốt hơn so với phương pháp truyền thống hoặc chỉ ứng dụng một mình CNTT.

### Sử dụng
Việc sử dụng ICT trong giáo dục đã mở rộng hơn với việc trang bị cho lớp học máy vi tính và kết nối Internet. Sự đa dạng của ICT hiện có trong các trường đại học có thể được thực hiện để nâng cao kinh nghiệm học tập của các sinh viên trong rất nhiều cách. Những trường đại học này hầu hết thực hiện ICT để hoàn thành những mục tiêu sau:
- Tăng cơ hội kết nối mạng: ICT giúp kết nối các trường với nhau, cũng như những cá nhân trong các trường. Khả năng kết nối thực sự quan trọng cho các học sinh, sinh viên vùng xa ở các nước đang phát triển.
- Cung cấp giáo dục từ xa: Với sự xuất hiện của ICT, việc học dần dần diễn tra trên Web. Kết quả là, ICT đã thay thế cho thư gửi từ trường học.
- Bổ sung cho học tập truyền thống: Một trong các lợi ích phổ biến của ICT trong giáo dục là việc cho các sinh viên sử dụng những chương trình như là Microsoft Word để trình bày bài tập viết tay truyền thống.
- Học qua thiết bị di động cho người tị nạn: Các ứng dụng học ngôn ngữ được hỗ trợ trên thiết bị di động là công cụ chính để học ngoại ngữ. Các giải pháp di động có thể hỗ trợ cho những thách thức về ngôn ngữ và khả năng đọc viết của người tị nạn trong ba lĩnh vực chính: phát triển việc xóa mù chữ, học ngoại ngữ và dịch thuật. Công nghệ di động có liên quan vì thực hành giao tiếp là tài sản chính của người tị nạn và người nhập cư khi họ hòa nhập vào một ngôn ngữ mới và một xã hội mới. Các hoạt động học ngôn ngữ di động được thiết kế nhằm kết nối người tị nạn với các nền văn hóa chính thống, giúp họ học hỏi trong các bối cảnh xác thực[13].

### Lợi thế
Như với các công nghệ khác được thực hiện trong giáo dục hàng năm, ICT đã tạo lợi thế cho cả học sinh và giáo viên khi kết hợp thành công trong môi trường học tập. Lấy ví dụ như:
- Tăng khả năng tiếp cận tài nguyên: Không giống như lớp học truyền thống được khóa lại vào cuối ngày, ICT cho phép các sinh viên truy cập những tài nguyên học tập bất cứ lúc nào. Điều này làm tăng sự tiếp cận đến những tài nguyên đặc biệt có giá trị đối với những sinh viên có nhu cầu đặc biệt và những sinh viên sống ở vùng xa hoặc những nước đang phát triển.
- Trải nghiệm học tập tương tác: Nhiều giáo viên truyền đạt thông tin cho các sinh viên qua bài giảng. ICT cho phép sinh viên truy cập thông tin qua video, podcast và nhiều phương tiện tương tác khác mà nó tạo ra một trải nghiệm học tập hấp dẫn cho các sinh viên.
- Học tập lấy sinh viên làm trung tâm: Trong một lớp học truyền thống, sinh viên không thể kiểm soát được việc những bài học được xây dựng như thế nào. Qua ICT, sinh viên đã có thể kiểm soát được trải nghiệm học tập của mình. Ngoài ra sinh viên còn có thể quyết định khi nào học, và những nội dung trong bài sẽ được trình bày như thế nào.

### Bất lợi
Mặc dù ICT có thể nâng cao việc học bằng nhiều cách nhưng vẫn có một số bất lợi đi kèm với việc thực hiện những công nghệ tinh vi này trong các trường và đại học trên khắp thế giới. Ví dụ như:
- Chi phí cao: Thực hiện ICT trong giáo dục có thể rất tốn kém vì việc nâng cấp cơ sở hạ tầng hiện tại, huấn luyện giáo viên và phát triển nội dung khóa học. Việc tài trợ cho những dự án này thường khan hiếm, nên làm cho vấn đề càng tệ hơn.
- Huấn luyện giáo viên: Nhiều giáo viên không quen với việc sử dụng ICT trong lớp học và không thể phối hợp với những công nghệ này vào kinh nghiệm sư phạm có sẵn của họ. Để thành công, việc áp dụng ICT trong giáo dục cần phải được hỗ trợ của những giáo viên có tay nghề.
- Không chắc chắn về tỉ lệ thành công: Hiện tại, không có công trình nghiên cứu lớn nào được thực hiện để cho thấy việc áp dụng ICT trong giáo dục có đem lại kết quả đáng kể trong thành tích học tập của học sinh hay không, làm cho ban quản lý của trường ngại đầu tư vào những công nghệ này.

Dù đã có những nghiên cứu hiện tại và nghiên cứu dựa trên bằng chứng, tương lai của ICT trong giáo dục vẫn chưa thể chắc chắn được. Nghiên cứu bổ sung là cần thiết để hiểu rõ hơn nếu có một liên kết tồn tại giữa việc sử dụng ICT trong giáo dục và sự cải thiện việc học của học sinh.

## ICT trong kinh doanh
Ngày nay, trên thế giới dường như con người không thể thiếu đi sự kết nối, tương tác với các thiết bị điện tử thì việc khai thác, sử dụng công nghệ thông tin và truyền thông là một yếu tố cực kỳ quan trọng việc mở rộng, cải thiện độ hiệu quả, tiếp cận nhu cầu khách hàng dễ dàng hơn, góp phần giúp cho doanh nghiệp đạt được lợi thế so với đối thủ cạnh tranh của mình. Trước kia, người ta vẫn quan niệm rằng để thành công trong kinh doanh thi chỉ cần phải có 3 yếu tố chính là nhân lực, tài lực và vật lực thì ngày nay, đặc biệt trong năm 2020 thì các doanh nghiệp còn phải chú ý đầu tư vào công nghệ thông tin mới có thể làm nổi bật được khả năng cạnh tranh của mình.
Từ công việc Phân tích tìm kiếm, thiết kế website, Nghiên cứu thị trường cho đến tiếp thị qua mail hoặc công việc đào tạo huấn luyện thì việc áp dụng ICT là một yếu tố tất yếu dẫn đến thành công.

### Trong kinh doanh, ICT thường được phân thành 2 loại chức năng:[14]

#### Các công nghệ dựa trên máy tính truyền thống (những việc bạn thường có thể làm trên máy tính cá nhân hoặc sử dụng máy tính ở nhà hoặc tại nơi làm việc):

##### Các ứng dụng văn phòng tiêu chuẩn:
- Phần mềm xử lý văn bản: ví dụ như MS Word để viết thư, hợp đồng, bán cáo,....
- Phần mềm bảng tính: ví dụ như MS Excel để phân tích tài chính, tính toán,lập mô hình dự báo,....
- Phần mềm cơ sở dữ liệu: ví dụ như Oracle / MS SQL Server / Access để quản lý ngày ở nhiều dạng từ các danh mục cơ bản (ví dụ: liên hệ khách hàng đến danh mục).
- Phần mềm thuyết trình: vd: MS Powerpoint để thuyết trình.
- Xuất bản trên máy tính để bàn: ví dụ: Adobe Indesign / Quark Express / MS Publisher để tạo các bản tin, tạp chí và các tài liệu phức tạp khác.
- Phần mềm đồ họa: ví dụ Adobe Photoshop và Illustrator để tạo và chỉnh sửa hình ảnh như logo, bản vẽ hoặc hình ảnh để sử dụng trong DTP, trang web hoặc các ấn phẩm khác.

##### Các ứng dụng chuyên môn:
- Gói kế toán: ví dụ Sage / Oracle để quản lý tài khoản tổ chức.
- Computer Aided Design (CAD): để hỗ trợ quá trình thiết kế, các chương trình chuyên gia tồn tại cho nhiều lần thiết kế như kiến trúc, kỹ thuật, điện tử và đường bộ.
- Quản lý quan hệ khách hàng (CRM): cho phép doanh nghiệp hiểu rõ hơn về khách hàng của mình bằng cách thu thập và phân tích dữ liệu như sở thích sản phẩm và thói quen mua hàng, v.v. Thường được liên kết với các ứng dụng phần mềm chạy trung tâm cuộc gọi và thẻ khách hàng thân thiết.

#### Phương tiện truyền thông kỹ thuật số:
- Mạng nội bộ: thường được gọi là mạng cục bộ (LAN), điều này liên quan đến việc liên kết một số mục phần cứng (thiết bị đầu vào và đầu ra cộng với xử lý máy tính) với nhau trong một văn phòng hoặc tòa nhà. Mục đích của mạng LAN là có thể chia sẻ các phương tiện phần cứng như máy in hoặc máy quét, ứng dụng phần mềm và dữ liệu. Loại mạng này là vô giá trong môi trường văn phòng nơi các đồng nghiệp cần có quyền truy cập vào dữ liệu hoặc chương trình chung.
- Mạng bên ngoài: thường sử dụng để liên lạc với ai đó bên ngoài mạng nội bộ của doanh nghiệp, trong trường hợp này sẽ cần phải là một phần của mạng diện rộng (WAN). Internet là mạng LAN cuối cùng - nó là một mạng lưới rộng lớn.

### Chức năng của ICT trong doanh nghiệp
- Dễ[15] dàng hơn trong việc đưa ra quyết định cho các nhà quản trị: Hệ thống thông tin ICT cho phép doanh nghiệp của bạn lưu trữ, xử lý, phân tích và chia sẻ lượng dữ liệu khổng lồ. Thông tin có sẵn từ dữ liệu của công ty cho phép các nhà quản lý và nhân viên đưa ra quyết định nhanh chóng và chính xác để họ có thể quản lý hoạt động hiệu quả và phản ứng nhanh với các cơ hội hoặc mối đe dọa kinh doanh. ICT cũng cho phép những người ra quyết định ở các địa điểm khác nhau làm việc dễ dàng khi họ cần đưa ra quyết định chung.
- Tăng năng suất làm việc: Bằng cách tự động hóa các quy trình kinh doanh và cung cấp cho nhân viên các công cụ ICT như các hệ thống thông tin quản lý: SCM,ERP..., doanh nghiệp của bạn có thể cải thiện năng suất cá nhân và tổng thể. Ví dụ, trên dây chuyền sản xuất, các giải pháp như thiết kế có sự trợ giúp của máy tính có thể giúp giảm thời gian thiết lập và cải thiện độ chính xác sản xuất để nhân viên dành ít thời gian hơn cho việc làm lại. Truy cập vào dữ liệu sản xuất cho phép các nhà quản lý lập kế hoạch sản xuất hiệu quả hơn, sử dụng tài nguyên tốt hơn và giảm thời gian thực hiện.
- Cải[16] thiện dịch vụ chăm sóc khách hàng: Chất lượng dịch vụ khách hàng là điểm khác biệt quan trọng đối với doanh nghiệp. Công ty của bạn có thể sử dụng các giải pháp ICT như CRM, để cung cấp phản hồi nhanh hơn và các tiêu chuẩn dịch vụ cao hơn cho khách hàng của mình. Ví dụ: nếu bạn điều hành một trung tâm cuộc gọi, các đại lý của bạn có thể truy cập cơ sở dữ liệu cung cấp thông tin khách hàng toàn diện, bao gồm lịch sử mua hàng và các ưu tiên sản phẩm. Thông tin giúp họ giải quyết nhanh chóng và hiệu quả với các yêu cầu, thúc đẩy sự hài lòng của khách hàng. Nhân viên dịch vụ làm việc trong lĩnh vực này có thể truy cập Cơ sở dữ liệu khách hàng, dịch vụ và sản phẩm bằng điện thoại thông minh có kết nối Internet an toàn. Điều này cho phép họ khắc phục sự cố nhanh chóng và hiệu quả, một lần nữa thúc đẩy sự hài lòng của khách hàng.
- Có thể làm việc với quy mô lớn hơn trong môi trường thế giới ảo:Mạng truyền thông cho phép các nhóm dự án của bạn cộng tác hiệu quả. Bằng cách sử dụng hội nghị truyền hình hoặc hội nghị web qua Internet, các nhóm có thể tổ chức các cuộc họp ảo kết hợp các thành viên từ các địa điểm khác nhau hoặc các tổ chức khác nhau, chẳng hạn như nhà cung cấp hoặc đối tác kinh doanh, đặc biệt trong điều kiện không cho phép gặp mặt lẫn nhau như hiện nay do Coronavirus. Điều này giúp tạo ra các nhóm dự án mạnh hơn và cho phép các nhóm duy trì tiến độ trong các dự án quan trọng, thay vì chờ đợi các thành viên gặp nhau ở một địa điểm. Ví dụ, trong một chương trình phát triển sản phẩm, các nhóm có thể giảm thời gian dự án tổng thể và đưa sản phẩm mới ra thị trường nhanh hơn, mang lại cho công ty một lợi thế cạnh tranh mạnh mẽ.
- Cải thiện hiệu suất về tài chính: Các giải pháp ICT có thể giúp tổ chức của bạn giảm chi phí, tăng doanh thu và cải thiện lợi nhuận. Ví dụ, sử dụng Hội nghị truyền hình để tổ chức các cuộc họp giữa các thành viên ở các địa điểm khác nhau, giúp giảm chi phí đi lại. Dữ liệu sản xuất có thể giúp nhân viên xác định các vấn đề chất lượng, giảm chất thải và chi phí làm lại. Các đại lý trung tâm cuộc gọi có thể sử dụng thông tin có sẵn trên cơ sở dữ liệu khách hàng của họ để tăng doanh thu bằng cách xác định các cơ hội bán sản phẩm hoặc dịch vụ bổ sung. Giảm chi phí và tăng doanh thu đóng góp quan trọng vào lợi nhuận tổng thể.

### Những bất lợi khi sử dụng ICT hiện nay:[17]
- Rủi ro bị đánh cắp thông tin[18]: Các tiến bộ ICT đã tạo ra lượng thông tin khổng lồ, do đó việc thiếu kinh nghiệm hoặc thiếu sự kiểm soát thông tin sẽ tạo cơ hội cho các Hacker đánh cắp thông tin của doanh nghiệp, gây tổn thất cũng như tiết lộ bí mật về nguồn cơ sở dữ liệu của công ty.
- Tốn kém chi phí ban đầu: Các công ty thường phải mua thêm thiết bị để triển khai công nghệ truyền thông kinh doanh vào hoạt động của mình. Máy tính cá nhân, máy chủ, phần mềm hoặc phần cứng khác thường là những thành phần cần thiết và thường tốn một chi phí cố định không nhỏ. Không chỉ vậy, doanh nghiệp cũng cần phải nâng cấp, thay thế thiết bị này trong một vài năm để duy trì yếu tố công nghệ trong môi trường kinh doanh. Công nghệ truyền thông kinh doanh cũng yêu cầu các công ty sử dụng một cá nhân có khả năng xử lý các vấn đề sửa chữa hoặc bảo trì. Mặc dù chức năng này có thể được thuê ngoài, tùy chọn này thường tốn kém hơn so với việc thuê một nhân viên công nghệ thông tin chuyên dụng.
- Khó khăn trong việc huấn luyện nhân viên: Các doanh nghiệp có thể gặp khó khăn trong việc đào tạo nhân viên lớn tuổi sử dụng các phương pháp công nghệ truyền thông kinh doanh. Những cá nhân này có thể có một thời gian khó hiểu về công nghệ và cách các quy trình này hoạt động. Các doanh nghiệp có thể cần phải dành nhiều thời gian hoặc nguồn lực để đào tạo những cá nhân này để họ có thể sử dụng công nghệ này để liên lạc với các bên liên quan kinh doanh bên trong và bên ngoài. Thực tiễn tuyển dụng thường cần được điều chỉnh để đảm bảo nhân viên tiềm năng mới quen thuộc với công nghệ truyền thông kinh doanh của công ty.

## Ứng dụng ICT trong marketing
Có thể thấy rằng, việc bùng nổ phát triển và lan rộng truyền thông của ngành Marketing hiện nay,từ tiếp thị truyền thống dịch chuyển sang tiếp thị số Digital marketing là nhờ một phần không hề nhỏ của sự phát triển nền tảng công nghệ thông tin nói riêng và ICT nói chung. Hiểu một cách cơ bản, khi marketing truyền thống chuyển dịch hình thức dần thông qua số hoá để trở thành Digital Marketing, thì công nghệ chính là phương tiện cơ bản và cốt lõi để thực hiện hoạt động chuyển đổi; đồng thời tạo nên những giá trị gia tăng to lớn cho những hoạt động hỗ trợ bán hàng.

### Chức năng của ICT đối với sự phát triển của Marketing:
- Quảng cáo trực tuyến[19]: hiện nay, hầu hết tất cả các doanh nghiệp đưa sản phẩm của mình tiếp cận với khách hàng thông qua các Biểu ngữ quảng cáo, các kênh thương mại điện tử như Lazada Việt Nam, Shopee,... hoặc các trang mạng xã hội như Facebook,....điều này giúp doanh nghiệp một phần gợi nhắc sản phẩm của mình một phần giúp khách hàng có thể dễ dàng trong việc chọn sản phẩm cho mình.
- Nghiên cứu thị trường[20] :Khâu cơ bản và tối quan trọng của marketing là am hiểu thị trường, hiểu khách hàng là ai, khách hàng cần gì, muốn gì, "nỗi đau" của họ là gì trong phạm vi lĩnh vực sản phẩm của công ty đang hướng tới. Nếu như trước đây, việc khảo sát là vô cùng khó khăn khi những phỏng vấn viên/ nghiên cứu viên phải đến trực tiếp gặp từng đáp viên, gửi bảng hỏi và chờ đợi với thời gian rất lâu để nhận hoặc thậm chí là không nhận được những phản hồi có tính chất xây dựng, thì nay, Truyền thông xã hội và Phân tích dữ liệu đã giúp xử lí những vấn đề này.Với truyền thông xã hội việc thu thập thông tin về thị trường, những phản hồi đa chiều của khách hàng trở nên dễ dàng và phong phú hơn. Việc thu thập, quản trị và tối ưu data được dựa trên các nền tảng CRM (Customer Relationship Management) với các cấp độ phân quyền, lọc và tái sử dụng data. Khâu quan trọng và khó nhằn hơn là phân tích và sử dụng data như thế nào đã có sự giúp đỡ mạnh mẽ của Big data, AI và Machine Learning. Những công nghệ thức thời giúp phân tích data, nhóm các tập data cùng loại, đưa những data ở dạng thô trở thành dạng có giá trị, định danh dữ liệu, đồng thời hỗ trợ phân tích và đưa ra hướng sử dụng data sao cho hiệu quả.
- Các kênh tiếp cận Có khá nhiều công cụ hỗ trợ việc thực thi marketing. Tất nhiên, công cụ đến cuối cùng vẫn chỉ là công cụ, nội dung có chiều sâu mới là điều kiện tiên quyết làm nên sự thành công của chiến dịch. Nhưng rõ ràng, việc ứng dụng công cụ một cách hợp lí sẽ khiến hoạt động trở nên mềm mượt và hỗ trợ tối ưu hoá hiệu quả.Marketing Automation được coi là từ khoá "hot" với marketer, đặc biệt là với Marketing B2B trong vài năm trở lại đây. Việc triển khai đồng bộ hay từng phần nhỏ được lựa chọn tuỳ theo quy mô, nhu cầu của từng doanh nghiệp. Phổ biến nhất là email marketing với MailChimp, Marketo... Việc quản lí Social Media cũng được hỗ trợ bởi nhiều tool hiệu quả như: Sprout Social, Post Planner, AdRoll...Trường hợp cần triển khai đồng bộ chiến lược tự động hoá hoạt động marketing, chọn 1 đại lý marketing chuyên nghiệp để tư vấn và hỗ trợ triển khai là một lựa chọn tối ưu. Việc tự thực hiện cũng có thể đáp ứng tốt, tuy nhiên, ước chừng thời gian thực hiện, rủi ro, và chấp nhận việc vừa triển khai vừa hiệu chỉnh đến khi đáp ứng nhu cầu của hệ thống là điều mà các marketer cần xác định trước. Trên thế giới cũng có 1 số công cụ hỗ trợ marketing automation khá hiệu quả như Marketo, Eloqua...
- Ngoài ra còn rất nhiều công cụ khác hỗ trợ các marketer trong việc truyền tải thông điệp và nội dung của mình đến với các khách hàng mục tiêu mà họ hướng tới như: tiếp thị qua dịch vụ viễn thông, website bán hàng, SEO, diễn đàn, blog, quảng cáo trực tuyến, Cộng đồng trực tuyến, Showrooming và liên kết tiếp thị,.[21]...

## Đầu tư cho ICT toàn cầu dự kiến (2020-2023)

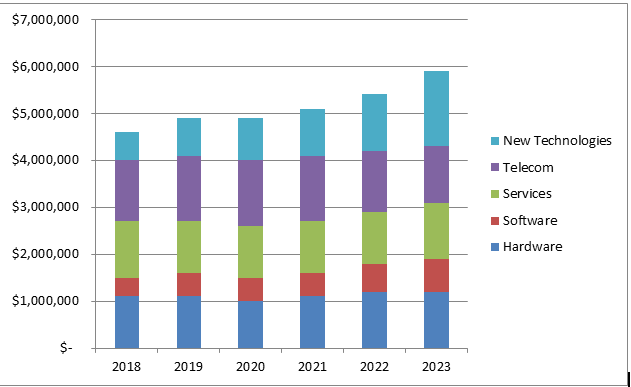
Biểu đồ dự đoán chi phí đầu tư vào ICT theo tổ chức nghiên cứu IDC

### Tổng quan[22]:
- Sau nhiều năm tăng trưởng, chi tiêu cho ICT sẽ vẫn tương đối ổn định vào năm 2020 do đại dịch COVID-19. Trong khi chi tiêu ICT truyền thống được dự báo sẽ theo dõi rộng rãi tăng trưởng GDP trong thập kỷ tới, toàn bộ ngành công nghiệp sẽ được đưa trở lại mức tăng trưởng hơn 2 lần GDP khi các công nghệ mới bắt đầu chiếm thị phần lớn hơn trên thị trường. Sự xuất hiện của IoT đã góp phần tăng trưởng thị trường đáng kể và trong vòng 5-10 năm nữa, các công nghệ mới như robot, trí tuệ nhân tạo và AR / VR cũng sẽ mở rộng để chiếm hơn 25% chi tiêu cho ICT.
- Chi tiêu truyền thống cho phần cứng, phần mềm, dịch vụ và viễn thông đã là một thị trường khó khăn, với doanh thu giảm từ hầu hết các danh mục kế thừa khi các doanh nghiệp và người tiêu dùng tập trung chi tiêu ICT của họ vào một lựa chọn hẹp các nền tảng; đại dịch COVID-19 chỉ làm tăng tốc độ phân kỳ này. Trong 5 năm tới, tất cả sự tăng trưởng trong chi tiêu công nghệ truyền thống sẽ được điều khiển bởi chỉ bốn nền tảng: đám mây, di động, xã hội và dữ liệu / phân tích lớn. Trong khi đó, tiết kiệm chi phí được tạo ra bởi đám mây và tự động hóa sẽ chứng kiến nhiều chi tiêu chuyển hướng sang các công nghệ mới như AI, robot, AR / VR và blockchain. Bảo mật thế hệ tiếp theo liên quan đến các công nghệ mới cũng sẽ tiếp tục thúc đẩy tăng trưởng đáng kể.

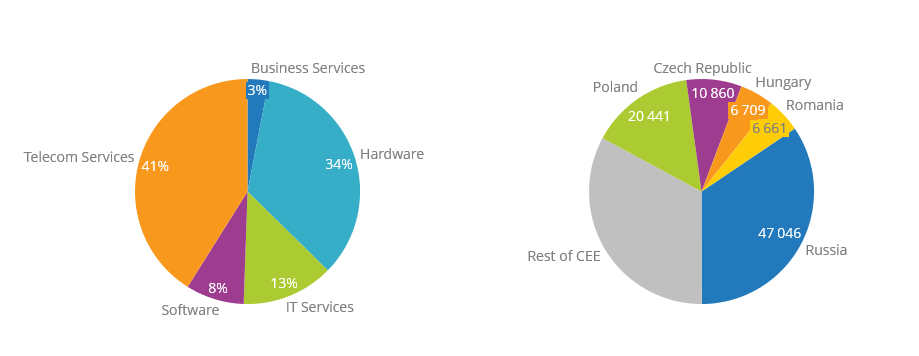

### Các công nghệ truyền thống[23]
- Đại dịch COVID-19 sẽ dẫn đến chi tiêu cho ICT vào năm 2020 không thay đổi so với năm 2019 và tiếp tục tăng trưởng nhờ các công nghệ mới. Trong năm 2021 đến 2023, tổng chi tiêu cho ICT sẽ tăng ít nhất 5% mỗi năm do tiếp tục mở rộng các công nghệ mới trong khi ICT truyền thống sẽ tiếp tục chứng kiến sự tăng trưởng theo dõi GDP. Tăng trưởng về phần cứng, phần mềm và dịch vụ truyền thống sẽ được thúc đẩy bởi đám mây và thiết bị di động và sẽ duy trì tỷ lệ ổn định trong tổng chi tiêu của doanh nghiệp và người tiêu dùng. Trong khi một số danh mục đang giảm, các doanh nghiệp tiếp tục tận dụng các công nghệ truyền thống như là thành phần chính của chiến lược kỹ thuật số.
- Phần cứng truyền thống là một trong những phân khúc bị ảnh hưởng nặng nề nhất của thị trường ICT bởi COVID-19. Phần mềm truyền thống tiếp tục đóng góp lớn cho năng suất và mang lại nhiều lợi ích kinh tế cho chi tiêu ICT, trong khi đầu tư vào phần cứng di động và đám mây đã tạo ra các nền tảng mới cho phép triển khai nhanh chóng các công cụ và ứng dụng phần mềm mới. Sẽ tiếp tục có sự thay đổi các dịch vụ ICT truyền thống (đặc biệt là gia công phần mềm), nhưng đám mây và di động cũng tạo ra cơ hội cho các công ty dịch vụ ICT và kinh doanh khi các tổ chức tìm kiếm sự trợ giúp của họ để chuyển sang các nền tảng mới và tích hợp các chiến lược kỹ thuật số mới với hoạt động và số liệu. Chuyển đổi kỹ thuật số được thiết lập để thúc đẩy một tỷ lệ tăng trưởng lớn trong 5-10 năm tới, điều này sẽ tiếp tục đảm bảo nhu cầu ổn định cho các dịch vụ chuyên nghiệp.

### Phát triển các công nghệ mới[24]
- Phần lớn là do sự tăng trưởng nhanh chóng của Internet Vạn Vật (IoT) trong những năm gần đây, dẫn đầu là các khoản đầu tư vào ngành công nghiệp sản xuất và vận tải, các công nghệ mới sẽ sớm làm lu mờ doanh thu hàng năm 1 nghìn tỷ đô la. Đại dịch COVID-19 chỉ làm giảm nhẹ sự phát triển của các công nghệ mới này và trong vài năm tới, các loại mới khác như robot / máy bay không người lái và tai nghe AR / VR (ngoài phần mềm và dịch vụ liên quan) sẽ có sự tăng trưởng tương tự. Tỷ lệ chi tiêu ngày càng tăng này nhắm vào các danh mục mới sẽ thúc đẩy toàn ngành tăng trưởng mới trong thập kỷ tới khi các doanh nghiệp vượt ra ngoài việc tạo ra các triển khai công nghệ rộng hơn như người xem thực tế tăng cường và robot hỗ trợ AI.
- Có một sự gắn kết tự nhiên giữa các công nghệ truyền thống tiếp tục chứng kiến sự tăng trưởng (đám mây, di động, xã hội và phân tích) và các công nghệ mới. Đám mây và di động cho phép triển khai và kết nối nhanh chóng, đồng thời cắt giảm chi phí và sự phức tạp trong các hoạt động kế thừa cho phép doanh nghiệp tập trung vào cải tiến kỹ thuật số mới. Analytics, blockchain, xã hội và AI đại diện cho các ứng dụng phần mềm ICT truyền thống, thúc đẩy các công nghệ mới mang lại lợi ích kinh tế rõ ràng. Trong khi đó, sẽ có sự giao thoa ngày càng tăng trong các công nghệ mới như AI với robot, khi người dùng cuối triển khai các công nghệ mới vào các trường hợp sử dụng trong thế giới thực.
- Mặc dù phần lớn tập trung vào các danh mục mới trong các cơ hội thị trường mới này, nhưng cũng có mối liên kết ngày càng tăng giữa các công nghệ truyền thống và các nền tảng mới nổi như IoT và robot. Ví dụ, một phần ngày càng tăng của chi tiêu máy chủ / lưu trữ truyền thống, hiện đang bị chi phối bởi khối lượng công việc liên quan đến việc triển khai các công nghệ mới này ở mặt sau; các ứng dụng phần mềm truyền thống và các giải pháp cơ sở hạ tầng hệ thống được hưởng lợi từ nhu cầu của các tổ chức để tận dụng các công nghệ mới vào tiết kiệm chi phí hoặc lợi ích cạnh tranh; và các công ty lớn sẽ tiếp tục thu hút các công ty dịch vụ chuyên nghiệp với việc đưa ra các giải pháp ICT mới mang tính chuyển đổi. Tác động tổng thể của các công nghệ mới, sau đó, lớn hơn nhiều so với doanh thu liên quan đến các danh mục riêng biệt như cảm biến IoT, máy in 3D hoặc máy bay không người lái.

## Quá trình phát triển ICT ở Việt Nam
Nguồn

### Tổng quan thị trường:
Triển vọng thị trường công nghệ thông tin và truyền thông (ICT) của Việt Nam rất mạnh với tốc độ tăng trưởng trung bình 8% trong giai đoạn 2016 đến 2020. Ngành công nghiệp ICT (đặc biệt là phần mềm và dịch vụ có tiềm năng lớn để tăng cường áp dụng bởi các doanh nghiệp và khu vực công) dự kiến sẽ phát triển mạnh mẽ vì Việt Nam đã nổi lên như một trung tâm sản xuất cho cả phần cứng và dịch vụ ICT như gia công phát triển phần mềm.
Chính phủ Việt Nam đã xác định ICT là ngành chính đóng góp cho sự phát triển của đất nước và đã đưa ra kế hoạch tổng thể về công nghệ thông tin, trong đó xác định mục tiêu đến năm 2020 và nhằm biến Việt Nam thành một quốc gia ICT tiên tiến. Chính phủ đã cam kết đầu tư khoảng 415 triệu đô la Mỹ từ Ngân sách Nhà nước trong lĩnh vực ICT vào năm 2020 (Nguồn: Báo cáo Công nghệ Thông tin BMI Việt Nam 2016).
-Có bốn lĩnh vực trọng tâm về ICT mà Việt Nam đang hướng đến:
- Cải thiện môi trường chính sách.
- Phát triển nguồn nhân lực ICT.
- Phát triển doanh nghiệp ICT và thương hiệu, sản phẩm và thị trường.
- Thu hút đầu tư vào xây dựng khu CNTT và phần mềm nguồn mở.

Các công ty hoạt động trong thị trường ICT Việt Nam có thể được hưởng các biện pháp hỗ trợ từ chính phủ như ưu đãi thuế và các thủ tục quản trị đơn giản hóa. Các khu công nghệ cao mới sẽ được xây dựng từ năm 2015 đến 2030 thông qua sự kết hợp giữa định hướng của chính quyền trung ương, quỹ chính quyền địa phương và vốn tư nhân. Các doanh nghiệp nằm trong phần mềm hoặc khu công nghệ cao được cung cấp hỗ trợ và ưu đãi hơn nữa. Sự phát triển của các khu công nghệ cao dự kiến sẽ tạo ra nhu cầu về các sản phẩm và giải pháp ICT trực tiếp đồng thời góp phần thúc đẩy sự hiện đại hóa kinh tế.

### Các khía cạnh ICT được Việt Nam chú trọng:

#### 1.Phần cứngmáy tính:
Doanh số phần cứng máy tính được dự đoán sẽ đạt khoảng 1,8 tỷ đô la Mỹ vào năm 2020 (từ 1,5 tỷ đô la Mỹ năm 2016). Linh kiện máy tính, linh kiện điện tử và điện thoại di động là các loại sản phẩm chính được sản xuất tại Việt Nam.

#### 2.Viễn thôngvô tuyến:
Viễn thông đóng góp khoảng một phần tư vào tổng doanh thu của ngành CNTT và sử dụng 15% số người làm việc trong ngành ICT. Điện thoại di động tạo ra gần 90% doanh thu của nhà thầu phụ và đóng vai trò hàng đầu trong sự phát triển nhanh chóng của ngành viễn thông.
Ngành viễn thông Việt Nam tiếp tục tự hào về tiềm năng tăng trưởng mạnh mẽ trong tương lai gần và dài hạn. Tư nhân hóa tiềm năng của các nhà cung cấp dịch vụ hàng đầu như Mobifone tiếp tục thu hút lợi ích từ các nhà khai thác chính trong khu vực và toàn cầu, những người dự kiến sẽ đóng vai trò thúc đẩy thị trường theo hướng nhanh hơn áp dụng công nghệ tiên tiến và dịch vụ giá trị cao hơn.

#### 3.Phần mềm:
Lĩnh vực phần mềm đang phát triển với tốc độ trung bình 30% mỗi năm với hơn 1000 công ty hoạt động trong lĩnh vực này, sử dụng khoảng 70.000 người. Trong những năm gần đây, Việt Nam đã nổi lên như một điểm đến cho gia công phần mềm, cạnh tranh với Ấn Độ, Trung Quốc và Philippines. Là một điểm đến gia công phần mềm, Việt Nam đứng thứ 8 theo báo cáo nghiên cứu từ AT Kearney.
Các lĩnh vực cơ hội bao gồm CRM, kinh doanh thông minh, ERP, quản lý nguồn nhân lực, phân tích dữ liệu và cơ sở dữ liệu / trung tâm dữ liệu, đặc biệt là trong lĩnh vực tài chính ngân hàng.

#### 4. Điện toán đám mây:
Điện toán đám mây đang có xu hướng gia tăng nhờ đà phát triển kinh tế mạnh mẽ ở Việt Nam, bao gồm thu nhập tăng và sự tăng trưởng của sản xuất và gia công điện tử. Chi tiêu điện toán đám mây của Việt Nam được dự báo sẽ tăng với tốc độ trung bình 20,7% trong giai đoạn 2016 đến 2020 lên khoảng 150 triệu đô la Mỹ. Động lực tăng trưởng chính là chi phí sở hữu và đầu tư trả trước thấp hơn cũng như tính linh hoạt mà các giải pháp đám mây mang lại.

#### 5. Dịch vụ IT:
Thị trường dịch vụ ICT có tiềm năng tăng trưởng mạnh mẽ do nhu cầu cho các dự án cơ sở hạ tầng kỹ thuật số trong các lĩnh vực bao gồm dịch vụ tài chính / ngân hàng (Fintech), viễn thông, năng lượng, nông nghiệp thông minh và chính phủ.

#### 6. Nội dung kỹ thuật số:
Nội dung kỹ thuật số đã cho thấy sự tăng trưởng đáng kể trong 10 năm qua. Khu vực mới nổi tiếp tục phát triển và trưởng thành không có dấu hiệu chậm lại. Mặc dù việc sử dụng nội dung kỹ huật số trên máy tính vẫn chiếm một tỷ lệ đáng kể truy cập internet tại Việt Nam, nhưng thị phần đó đang giảm dần khi truy cập internet di động và truy cập phương tiện truyền thông xã hội di động đang tăng nhanh. Tương tác xã hội là một hoạt động trực tuyến cực kỳ quan trọng đối với người Việt Nam và Facebook đang giữ vững vị trí là nền tảng hàng đầu cho truyền thông xã hội .

## Nghề nghiệp
Có rất nhiều cơ hội nghề nghiệp cho cả những chuyên viên ICT mới bắt đầu và đã có kinh nghiệm. Những người quản lý hệ thống thông tin máy tính giám sát tất cả những khía cạnh của một tổ chức, như việc phát triển phần mềm, bảo mật mạng và các hoạt động Internet. Những người thích thiết kế chương trình phần mềm có thể chú ý đến một công việc như là một lập trình viên máy tính. Làm việc theo nhóm rất cần thiết cho các Kỹ sư phần mềm máy tính, những người làm việc với một nhóm lớn để giải quyết vấn đề và tạo ra sản phẩm mới. Thậm chí những người đi du lịch hoặc liên lạc từ xa phải báo cáo cho đội hoặc ban quản lý. Những người quản trị cơ sở dữ liệu (DBA) sử dụng phần mềm để lưu trữ và quản lý thông tin. Họ cũng thiết lập cơ sở dữ liệu và có trách nhiệm giữ cho hệ thống vận hành hiệu quả. Những chuyên viên thống kê thu thập dữ liệu và xử lý chúng, tìm ra những khuôn mẫu giải thích hành vi hoặc mô tả thế giới như nó hiện tại.